# Formica pulchella
Formica pulchella é uma espécie de formiga do gênero Formica, pertencente à subfamília Formicinae.